# Olympia 70
Albums de Gilbert Bécaud
bécaud La Maison sous les arbres
(1971)
Olympia 70, 33 tours 30cm (Pathé Marconi EMI - 2 C062-11233) sorti en 1970, est un enregistrement public de Gilbert Bécaud réalisé les 28 et 29 octobre 1970 avec Gilbert Sigrist, Pierre Dor'Ragon, Harry Katz, Pierre Lemarchand, Hubert Tissier, Monsieur Pointu et le Grand Orchestre de l'Olympia sous la direction de Jean-Claude Petit.

## Face A
1. La solitude ça n'existe pas (Pierre Delanoë/Gilbert Bécaud) [3 min 30 s]
2. L'Homme et la Musique (Pierre Delanoë/Gilbert Bécaud) [3 min 20 s]
3. Je t'appartiens (Pierre Delanoë/Gilbert Bécaud) [2 min 35 s]
4. L'Aventure (Maurice Vidalin/Gilbert Bécaud) [3 min 50 s]
5. La Vente aux enchères (Maurice Vidalin/Gilbert Bécaud) [6 min 45 s]

## Face B
1. À remettre à mon fils quand il aura seize ans (Louis Amade/Gilbert Bécaud) [3 min 50 s]
2. Le Bain de minuit (Maurice Vidalin/Gilbert Bécaud) [3 min 50 s]
3. Un petit, tout petit miracle (Maurice Vidalin/Gilbert Bécaud) [5 min 10 s][1]
4. Charlie t'iras pas au paradis (Pierre Delanoë/Gilbert Bécaud) [6 min 00 s]
5. Quand il est mort le poète (Louis Amade/Gilbert Bécaud) [3 min 50 s]